# Makapansgat
Makapansgat o Valle di Makapan è un sito archeologico situato in prossimità delle valli Makapansgat e Zwartkrans, a nordest di Mokopane nella provincia del Limpopo, in Sudafrica. Si tratta di un importante sito paleontologico, i cui depositi calcarei contengono anche resti di australopithecus, il che permette di datare il sito tra i 3,0 e i 2,6 milioni di anni fa.
Nel 2005 l'area è stata inclusa all'interno dei Siti degli ominidi fossili del Sudafrica (meglio noti come Culla dell'umanità) dichiarati patrimonio dell'umanità dall'UNESCO.

## Storia delle scoperte nella valle Makapansgat
La valle Makapansgat è stata descritta come uno dei maggiori giacimenti del mondo di resti paleontologici dell'evoluzione dell'uomo. La raccolta di reperti dal sito iniziò nel 1925, quando un insegnante locale, Wilfred Eitzman, fu attratto dalle attività dei lavoratori di calcare. Alcuni fossili furono inviati a Raymond Arthur Dart, che cominciò uno studio sistematico nel 1947.
Le rocce ricevute dal professor Dart, inviategli da Eitzman contenevano, tra le altre cose, ossa fossili annerite che lo portarono a credere che fossero state bruciate. Anche se in un primo momento non furono trovati attrezzi in pietra o resti umani, concluse che si trattasse di ossa bruciate su fuochi e che quindi Mokapansgat era stata occupata da ominidi. Dart chiamò i primi ominidi scoperti australopithecus prometheus, dall'eroe mitologico greco che rubò il fuoco agli dei. In seguito si scoprì che quei segni neri erano macchie di manganese, e l'australopithecus prometheus si rivelò essere in realtà l'australopithecus africanus. In base alle analisi fatte su 7159 ossa fossili, Dart concluse che queste creature, in un'era precedente alla scoperta degli attrezzi di pietra, utilizzavano arnesi fatti d'osso, denti e corni, e chiamò queste persone cultura osteodontocheratica.
Ne 1936 alla Commissione per i Monumenti Storici fu chiesto di dichiarare la grotta di Makapan monumento nazionale, ed il professor C. van Riet Lowe, segretario della Commissione e direttore dell'Archaeological Survey of the Union of South Africa, visitò il sito nel 1937. Ispezionò la grotta storica, scoprendo nelle vicinanze un accesso abbandonato dei minatori che tagliavano il contenuto calcareo della grotta. In questo materiale vide ossa fossili, attrezzi in pietra e quello che gli sembrò essere cenere. Dopo averla inizialmente definita parte della grotta di Makapan, in seguito la definì “la grotta dei focolari”.
Altre ricerche svolte tra giugno ed ottobre del 1937 hanno portato alla scoperta della grotta dell'arcobaleno. Il sito fu visitato da Van Riet Lowe, Dart e Robert Broom. HBS Cooke, del dipartimento di geologia dell'università del Witwatersrand, ha condotto uno studio geologico della zona (1941), seguito poi da L.C. King nel 1951.
Philip Tobias guidò un gruppo di studenti nel luglio del 1945 fino alla valle, dove scoprirono la grotta Hyaena nel sito analizzato da Van Riet Lowe. Ancora più a valle, da una grotta adiacente alla cava di calcare, raccolsero una grande mascella di cavallo fossile, che in seguito diede alla grotta il nome di grotta della mandibola del cavallo.
Dopo queste scoperte, Bernard Price ottenne il permesso di effettuare scavi sistematici che iniziarono nella grotta dei focolari nel 1947. I lavori furono svolti da Guy Gardiner, James Kitching e dai suoi fratelli Ben e Scheepers. Una delle scoperte più interessanti fu la mandibola di un homo dalla grotta Bed 3, rinvenuta da Ben. Nel 1953 R.J. Mason fu incaricato degli scavi, e ne fu redatta la stratigrafia negli anni 1953-1954.
Dopo che i fratelli di Kitching scoprirono un cranio di uomo-scimmia nella discarica della cava nel 1947, Dart organizzò un'analisi a mano del contenuto di queste discariche, per poter recuperare quanti più fossili possibili. Dopo 45 anni di ricerca sono stati raccolte ed identificate molte migliaia di fossili.
B. Maguire studiò le rocce raccolte all'esterno delle grotte in epoca preistorica (1965, 1968, 1980). Le considerò rudimentali arnesi in pietra utilizzati 2,3 – 1,6 milioni di anni fa, anche se recenti analisi hanno dimostrato che si sbagliava.
Recenti sessioni di studio, a cavallo tra anni novanta e 2000, sono state condotte da:
- Makapansgat Fieldschool, guidate da Kaye Reed dell'Institute of Human Origins at Arizona State University (USA) e Kevin Kuykendall dell'università del Witwatersrand (SA), ed in seguito dalla University of Sheffield (Regno Unito)
- Makapan Middle Pleistocene Research project guidato da Anthony Sinclair, Patrick Quinney dell'università di Liverpool (Regno Unito) ed in seguito da John McNabb dalla University of Southampton (Regno Unito.)

Studi di geocronologia e stratigrafia sono stati condotti da Alf Latham, Ginette Warr (università di Liverpool) e Andy Herries (La Trobe University, Australia).

## Siti della valle Makapansgat

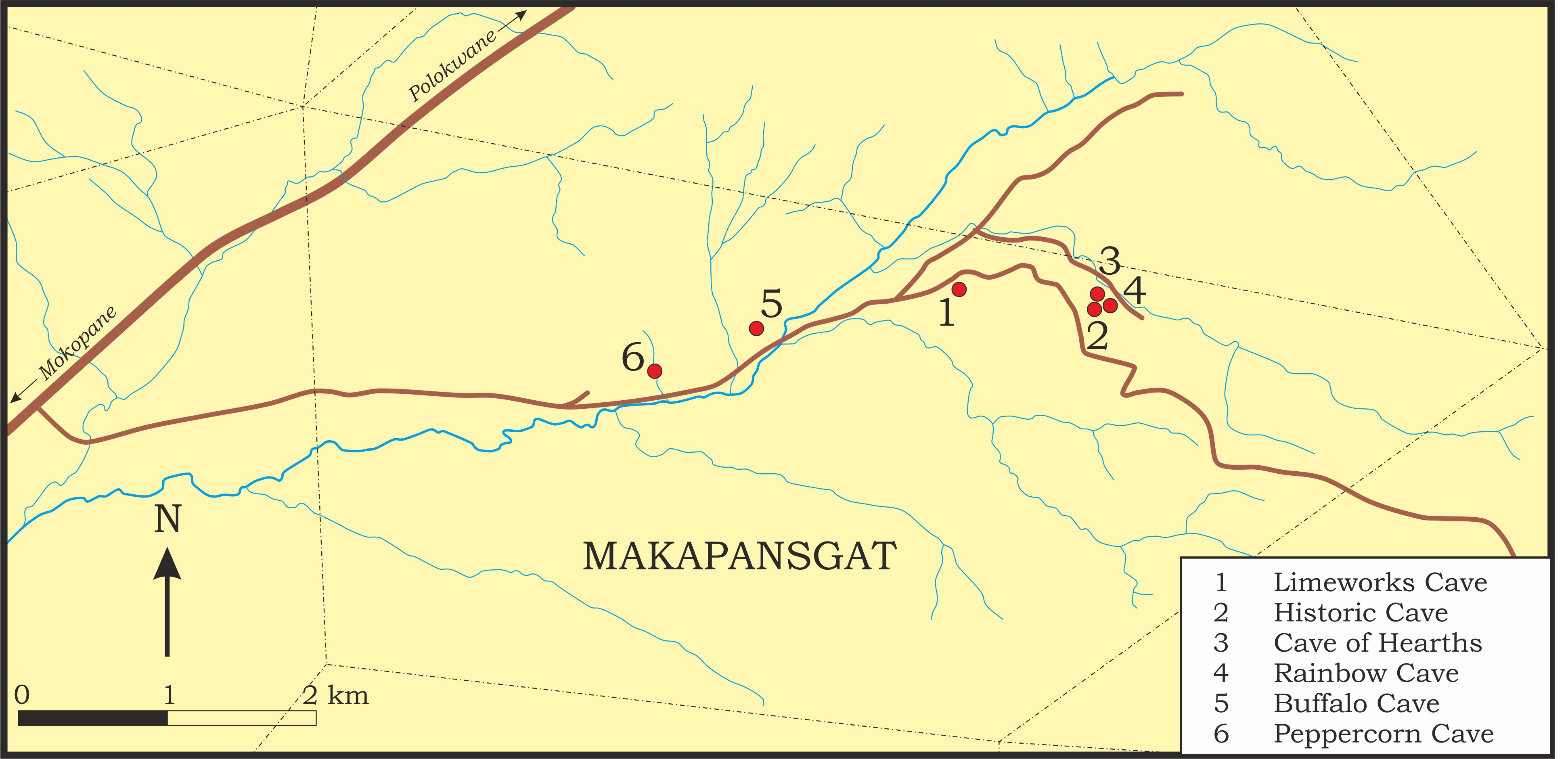
Mappa dei siti

### Depositi di calcare di Makapansgat
Si tratta dei siti più antichi della valle Makapansgat, databili tra i 4 e gli 1,6 milioni di anni fa. Contiene molte migliaia di ossa fossili, tra cui quelle del gracile Australopithecus africanus. I fossili di A. africanus sono stati datati a 2,85/2,58 milioni di anni fa, tramite il paleomagnetismo, da Andy Herries (La Trobe University, Australia). Il sito è stato recentemente scavato da una squadra composta da persone dell'università del Witwatersrand (Sudafrica) e dell'università statale dell'Arizona (Stati Uniti d'America).

### Grotta dei focolari e grotta della mandibola Hyaena
La grotta dei focolari fa parte del complesso della grotta storica, e conserva resti di occupazione umana dall'acheuleano (inizio dell'età della pietra) all'età del ferro. Quando iniziarono gli scavi si trovarono in superficie reperti europei del XIX secolo, come oggetti d'ottone e pallini di moschetto. Il sito fu scavato e studiato di nuovo dal 'Makapan Middle Pleistocene Research Project' dell'università di Liverpool (Regno Unito) tra il 1996 ed il 2001. Questo studio ha dimostrato che i sedimenti colorati della prima età della pietra non sono dovuti all'uso del fuoco. Fu trovata anche una mandibola di homo che potrebbe rappresentare uno dei più antichi campioni di Homo sapiens.

### Grotta del bufalo
Si pensa che alcuni fossili siano stati raccolti da Robert Broom nel 1937, compresi i resti di un bovide estinto, Makapania.  Scavi più recenti hanno mostrato una ricca fauna tra cui antilopi, cavalli, maiali, scimmie e carnivori. La fauna, assieme alle stime effettuate col paleomagnetismo da Andy Herries (La Trobe University, Australia), permettono di datare tra i 990 000 e i 780 000 anni fa i principali strati di sedimenti contenenti fossili. È stato stimato che i depositi di veli di calcare risalgano a circa 2 milioni di anni fa, e mostrano prove dell'inizio dello scorrere dell'acqua attorno a 1,7 milioni di anni fa.

### Grotta del fico e sito dell'età del ferro
La grotta prende il nome dalle radici di fico Ficus ingens che ne coprono l'entrata. Questa grotta contiene reperti dell'età del ferro e del XIX secolo, una grande colonia di pipistrelli ed un lago sotterraneo. Un vicino sito dell'età del ferro contiene sedimenti risalenti all'inizio dell'età del ferro (550), all'870 ed alla tarda età del ferro (1560). Le pendici adiacenti alla grotta sono terrazzate artificialmente, e tra i reperti archeologici rinvenuti sul posto si trovano frammenti di vasi, macine, martelli in pietra e residui di colate di ferro, compresi minerali pesanti, e scorie.

### Grotta del pepe
La grotta contiene resti dell'età del ferro ed un lago sotterraneo. Ospita anche una numerosa colonia di pipistrelli migratori dalle lunghe dita, i Miniopterus schreibersii.

### Grotta dell'arcobaleno
Questa grotta si trova subito sotto alla grotta storica, e contiene i resti di numerosi fuochi, il che fa presupporre sia l'occupazione umana che la conoscenza del fuoco da parte di queste persone. I sedimenti esposti contengono artefatti della media età della pietra, risalenti alla cultura di Piertersburg (100 000 - 50 000 anni fa). Recenti studi hanno dimostrato che i sedimenti colorati non sono il risultato dell'uso dei fuochi, ma piuttosto quello che resta di pozze d'acqua.

### Grotta storica o Makapansgat

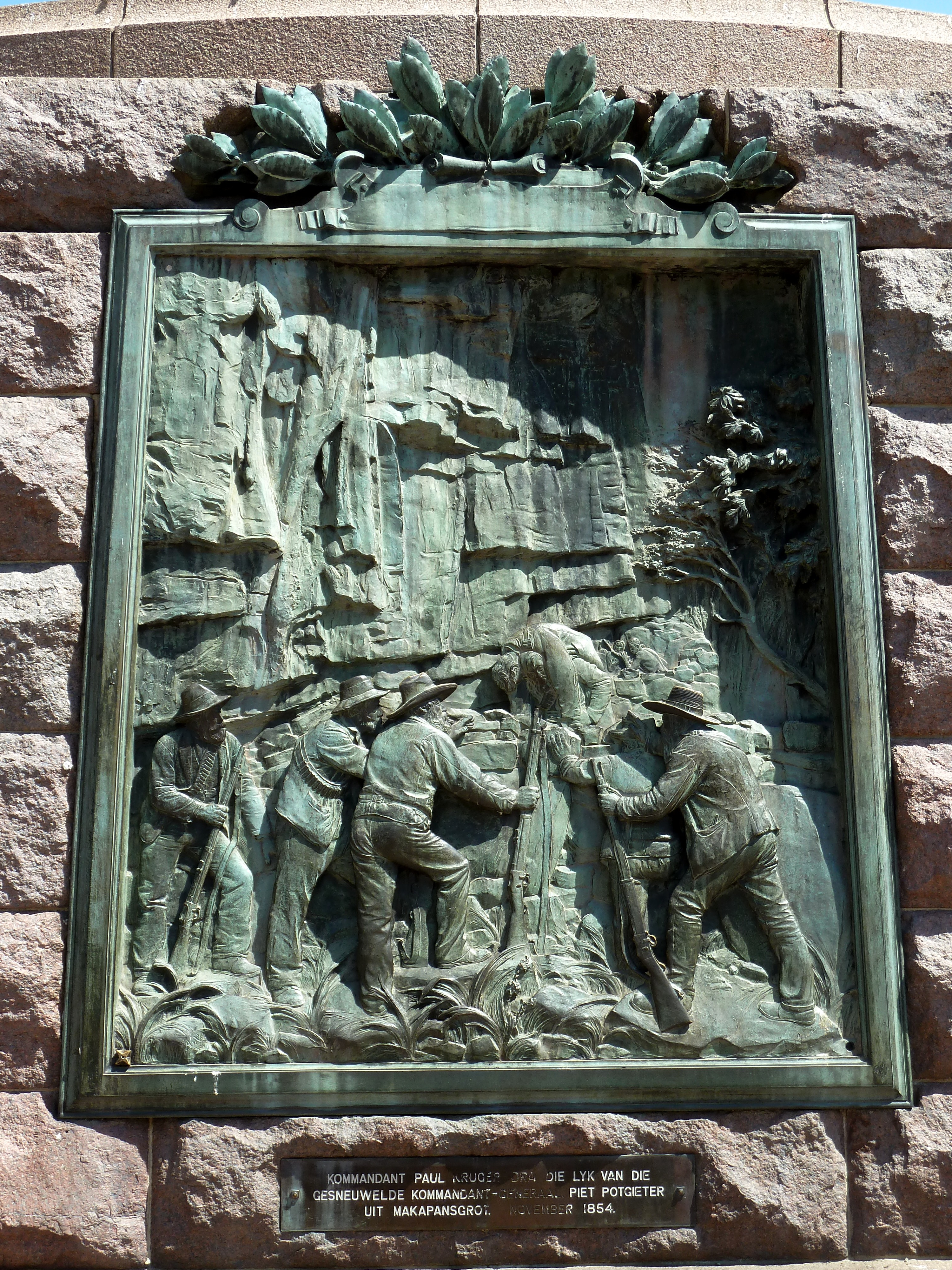
Bassorilievo a ricordo dell'assedio di Makapansgat del 1854

Il sito si trova accanto alla grotta dei focolari, e contiene reperti dell'età del ferro e del Mfecane. È la più famosa essendo stata il luogo di scontro tra un commando Boer ed abitanti locali Langa e Kekana, dopo l'uccisione di Voortrekker a Moorddrift, Mapela e Pruizen. Il capo Makapan (Mokopane), assieme a numerose persone della sua tribù ed al loro bestiame, furono assediati nel grotta per circa un mese tra il 25 ottobre ed il 21 novembre 1854. In questo periodo molte centinaia di persone morirono di fame e sete. Piet Potgieter fu colpito da un proiettile durante l'assedio, ed il nome della vicina cittadina fu mutato da Vredenburg in Pieter Potgietersrust, che poi divenne semplicemente Potgietersrus. Dall'inizio del XXI secolo, dopo che il governo dell'apartheid si fu trasformato in repubblica democratica, molte istituzioni governative nazionali e provinciali (tra cui l'istruzione), strade, infrastrutture pubbliche, città, eccetera furono rinominate, e quindi il nome della città fu cambiato di nuovo in Mokopane, in onore del capo Mokopane. La grotta fu dichiarata monumento nazionale nel 1936.

### Grotta dell'aria fredda
L'analisi degli isotopi stabili di uranio ha permesso di dedurre dalle stalagmiti della grotta dell'aria fredda i cambiamenti climatici avvenuti nel periodo tra 4400 e 4000 anni fa, e circa da 800 anni fa ad adesso.

### Grotta Gutentight
Questa grotta fu scoperta ed esplorata nel 2000 da A. Herries, A. Latham e W. Murzel. Aprendosi la strada in una serie di stretti passaggi, si giunge ad una grotta che si apre in un'ampia stanza. Il soffitto della stanza era coperto di segni di fuochi. Sui muri si trova un'iscrizione del XIX secolo, il che fa capire che una vecchia entrata crollò sigillando la stanza.

### Grotta di Murzel
Questa grotta fu scoperta ed esplorata nel 1998 da A. Herries e A. Latham. Degli scavi hanno liberato l'entrata, che conduce a salite e discese in una serie di basse camere decorate.

### Grotta Katzenjammer o Buco di Herries
La grotta Katzenjammer è accanto alla grotta del pepe. L'entrata fornisce l'accesso ad una stretta salita e ad una rete di passaggi sullo stesso livello, fino a raggiungere la grotta del pepe. L'entrata si è formata grazie al collasso di depositi fossili (tra cui il Giant Dasie) nel sottostante complesso di grotte moderne. All'entrata ed ai depositi fossili fu dato il nome di Buco di Herries dal Makapan Middle Pleistocene Research Project.